# Люблин
Лю́блин (пол. Lublin) — город на востоке Польши, административный центр Люблинского воеводства. Площадь города составляет 147,5 км². Население — 339 784 жителей (2019 год).

## География

### Местоположение и природные условия
Город расположен на северной окраине Люблинской возвышенности, на высотах 163—238 м над уровнем моря. Долина реки Быстшицы (левого притока Вепша) делит город на две части с различными ландшафтами. На западном берегу находится часть плато Наленчовски (пол. Nałęczowski) с глубокими долинами и старыми лёссовыми ущельями, тогда как ландшафты восточного берега, образованные частью плато Щвидницки (пол. Świdnicki) и возвышенностью Гелчевска (пол. Giełczewska), менее разнообразны.
В Люблине в Быстшицу впадают две небольшие речки — Чернеювка (пол. Czerniejówka) и Чехувка (пол. Czechówka).
Через город течёт четвёртая река — Нендзница (пол. Nędznica).

## История
Первое поселение на территории современного Люблина возникло в VI веке на холме Чвартек. В X веке было сооружено деревянное оборонное сооружение, позже каменное. Первые письменные упоминания о городе датированы 1198 годом.
В 1205 году галицкий князь Роман осаждал город в течение месяца, но вынужден был отступить.
В 1241 году монголы разрушили Люблин во время первого монгольского вторжения в Польшу, а через три года он вновь подвергся разорению со стороны литовцев, которые действовали сообща с пруссами и ятвягами. В том же году князь Даниил Галицкий, овладев городом, сильно укрепил его.
В 1260 году доминиканцами построена первая католическая церковь имени Архангела Михаила.
В 1317 году во время правления князя Владислава Локетка город получил городской закон в виде магдебургского права. В 1341 году Казимир Великий одержал у Люблина победу над татарами.
В 1474 году Казимир Ягеллон сделал город столицей новообразованного Люблинского воеводства.
В XV—XVI веках, благодаря проходившему через него торговому пути от Чёрного моря в Западную Европу, Люблин интенсивно развивается.
В 1569 году в Люблине было заключено соглашение об объединении Королевства Польского и Великого княжества Литовского в конфедеративное государство Речь Посполитую, известное в истории как Люблинская уния.
В XVII веке в городе эпидемия уносит более 5 тыс. жизней, город разрушает сначала русско-казацкое войско Петра Потёмкина (см. осада Люблина), а затем шведы. В дальнейшем положение города не улучшается, главным образом из-за Северной войны. Перестают проводиться люблинские ярмарки, купцы из Европы покидают город.
В 1703 году Август II дарует городу привилегии, уравнивающие его в правах с Краковом. После северных войн наступает период возобновления строительства, расстраиваются в основном купеческие и церковные слободы. Формируется образ нынешнего Краковского предместья.
В 1792 году город занимают русские войска. После третьего раздела Речи Посполитой город оказывается во владении Австрии. В 1809 году город вошёл в Княжество Варшавское. В 1815 году — в Царство (Королевство) Польское в составе Российской империи.
Во время Первой мировой войны Люблин занимают войска Германии и Австро-Венгрии.
В 1918 году в Люблине был основан Католический университет.
Во время Второй мировой войны город был оккупирован войсками вермахта. 24 июля 1944 г. войска 2-й советской танковой армии заняли Люблин в результате Люблин-Брестской операции. 16 частям и соединениям 1-го Белорусского фронта было присвоено почётное наименование «Люблинских». После этого город стал до 17 января 1945 года временной столицей Польши.
23 октября 1944 года в Люблине был основан университет Марии Кюри-Склодовской, а 13 мая 1953 года Люблинский технологический университет. В 1957 году в Люблине было основано научное общество.
8 июля 1980 года начались массовые забастовки на заводах Люблина. Протестующие выступали против повышения цен.
В 2007 году архитектурно-строительный комплекс Люблина был признан историческим памятником.

## Административное деление Люблина
Основная статья: Административное деление Люблина

## Экономика
В городе расположен завод грузовых автомобилей Хонкер (Fabryka Samochodów Honker). Выпуск автомобилей не более двухсот в год.

## Транспорт
Основная статья: Троллейбус Люблина

## Достопримечательности
- Люблинский замок
- Замковая площадь
- Старый город с домами в стиле люблинского ренессанса
- Краковские воротаКраковские ворота
- Фарная площадь с фундаментами костёла св. Михаила
- Обелиск на Литовской площади в честь Люблинской унии (1826)
- Монастырь доминиканцев
- Католический собор
- Православный собор

- Люблинский музей
- Дворец Чарторыйских
- Музей люблинской деревни
- Ботанический сад
- Литературный музей имени Юзефа Чеховича
- Поместье Винцентия Поля

## Города-побратимы
- Алькала-де-Энарес, Испания[6]
- Брест, Беларусь[7]
- Виндзор, пров. Онтарио, Канада[6]
- Визеу, Португалия[6]
- Дебрецен, Венгрия[6]
- Дельменхорст, Германия[6]
- Ланкастер, Великобритания[6]
- Луганск, Украина[8]
- Луцк, Украина[6]
- Львов, Украина[6]
- Ивано-Франковск, Украина
- Мюнстер, Германия[6]
- Нанси, Франция[6]
- Нюкёбинг, Дания[6]
- Панявежис, Литва[6]
- Перник, Болгария[6]
- Ришон-ле-Цион, Израиль[6]
- Старобельск, Украина[6]
- Эри, Пенсильвания, США[6]
- Омск, Российская Федерация[9]
- Тимишоара, Румыния
- Сумы, Украина
- Кривой Рог, Украина[10]
- Харьков, Украина[11]
- Ровно, Украина